# Santa María Tonantzintla
Koordinaten: 19° 1′ 47,6″ N, 98° 19′ 10,9″ W
Santa María Tonantzintla ist eine Kirche in San Andrés Cholula (Cholula), bei Puebla im zentralmexikanischen Plateau. Sie ist berühmt für ihre einzigartige mexikanische Barockdekoration im Inneren.
Santa María Tonantzintla ist die am dritthäufigsten besuchte Kirche in Puebla. Sie wurde am 11. November 1933 zum „Monumento histórico“ erklärt.

## Name
Der Beiname Tonantzintla stammt aus dem Náhuatl und bezieht sich auf die altmexikanische Gottheit Tonantzin; Tonantzintla bedeutet also so viel wie „Ort Unserer Lieben Mutter“ oder „Unserer Verehrten Mutter“.

## Geschichte

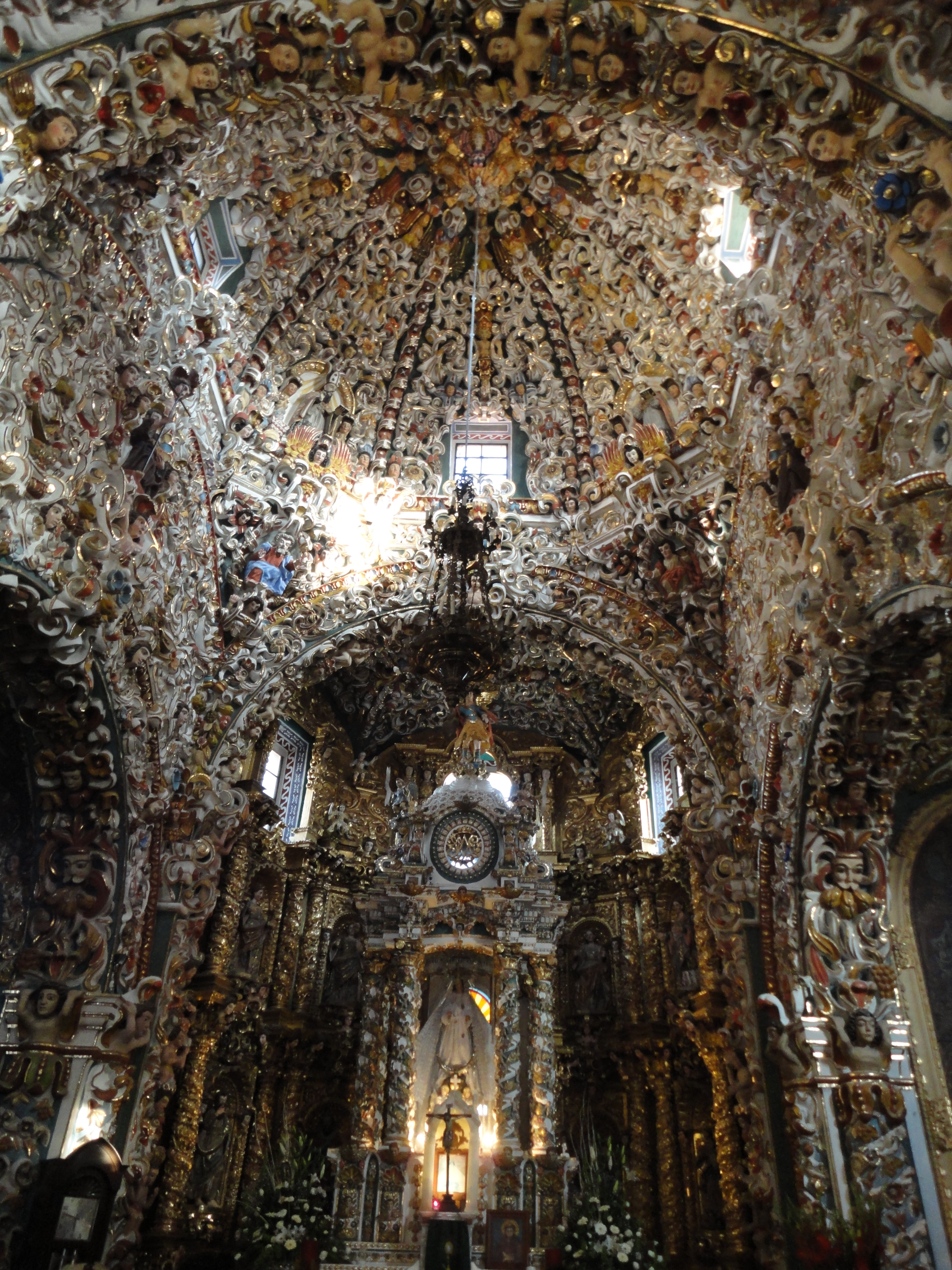
Das Innere mit Hauptaltar und Kuppel

In der Mitte des 16. Jahrhunderts war die einheimische indigene Bevölkerung durch Epidemien so stark dezimiert, dass die spanischen Kolonialherrscher das Land unter den Überlebenden neu verteilten. So vergab 1556 der spanische Vizekönig Luis de Velasco in dieser Gegend Land an ein Volk, das zuvor auf dem Poxtecatl-Hügel lebte und dessen Vorfahren die Göttin Tonantzin verehrt hatten. Das eigentliche Dorf Santa María Tonantzintla wurde im Januar 1587 vom Vizekönig Marquis Villamanrique gegründet und sowohl nach Jesu Mutter Maria als auch nach der mexikanischen Göttin Tonantzin benannt.
Eine erste kleine Kapelle wurde in der zweiten Hälfte des 16. Jahrhunderts erbaut. Sie wurde von Franziskanerbrüdern betreut, die aus dem nahegelegenen Konvent San Gabriel (heute in San Pedro Cholula) und einem zweiten Kloster im heutigen San Andres Cholula stammten. Sie begannen mit der systematischen Bekehrung der indigenen Bevölkerung. Dabei wurde der Kult der Erd- und Muttergöttin Tonantzin unterdrückt und durch die Verehrung der Jungfrau Maria und der unbefleckten Empfängnis ersetzt. Wahrscheinlich behielten die Einheimischen jedoch alte Fruchtbarkeitsrituale bei.
In der zweiten Hälfte des 17. Jahrhunderts begann man mit dem Neubau der aktuellen Kirche, die zunächst aus einem einzigen Schiff mit Kuppel und Glockenturm bestand. Im 18. Jahrhundert wurde sie durch ein Querschiff ergänzt und das Kirchenschiff in Richtung Fassade verlängert; die Fassade selbst wurde erneuert.
Mit der Innendekoration wurde während der Bauphase Ende des 17. und Anfang des 18. Jahrhunderts begonnen, sie zog sich noch länger hin, wurde jedoch im Großen und Ganzen noch im 18. Jahrhundert beendet. Einzelne Arbeiten fanden auch im 19. Jahrhundert statt, das Gewölbe des Chorraums war Ende des 19. Jahrhunderts fertiggestellt.

## Beschreibung
„To see the importance of indianization one must go to Santa María Tonantzintla. From the exterior it could resemble any other Mexican church. The same cupola, the same pleasant and colorful façade… But when you come inside you find yourself in what is probably the most eccentric church of Christianity.“

„Um die Bedeutung der Indianisierung zu sehen, muss man nach Santa María Tonantzintla gehen. Von außen erscheint sie wie irgendeine andere mexikanische Kirche. Die gleiche Kuppel, die gleiche hübsche und bunte Fassade… Aber wenn man hineingeht, findet man sich in der vielleicht exzentrischsten Kirche der Christenheit wieder.“

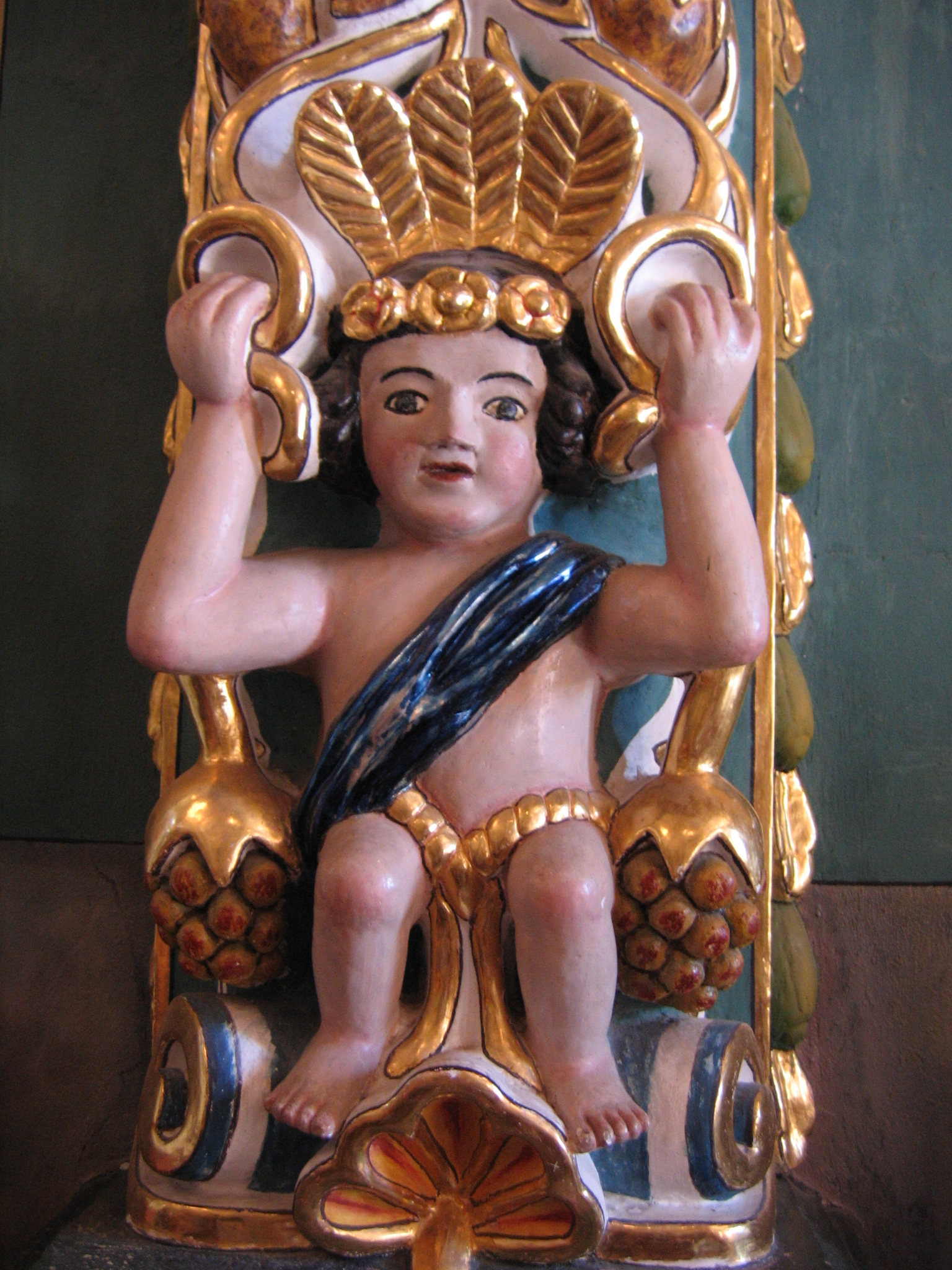
Figur mit Federschmuck in Santa María Tonontzintla

Die Fassade der Kirche ist mit teils „rohen“, teils farbig glasierten Azulejos verkleidet.
Das Innere hat die Form eines lateinischen Kreuzes mit Kuppel und Querschiff. Sie ist mit insgesamt vier geschnitzten Altären aus Zedernholz ausgestattet, die unter anderem den Heiligen Antonius von Padua und Franziskus von Assisi geweiht sind. Die zentrale Figur der Jungfrau Maria im neobarocken Tabernakel der Apsis wurde Ende des 19. Jahrhunderts aufgestellt, darüber der Erzengel Michael.
Die üppige Innendekoration aus Stuck und Holzschnitzereien, die die gesamten Wände und Gewölbe überzieht, ist von der berühmten Capilla del Rosario in Puebla (im Templo de Santo Domingo) beeinflusst. Obwohl auch das Vorbild bereits einige indigene Einflüsse zeigt (z. B. Heiligenfiguren mit mexikanischem Aussehen), fällt in Santa María Tonantzintla im Vergleich ein deutlich volkstümlicherer mexikanischer Tonfall auf, unter anderem durch die Verwendung leuchtend-fröhlicher Farben, die sich von der weiß-goldenen Grundharmonie der Ranken und Ornamente abheben und sie ergänzen. Auffällig sind auch Figuren mit indianischen Gesichtern und zahlreiche kleine Köpfe, die den Betrachter aus dem wogenden Meer der Ornamente ansehen. Einige tragen einen gefiederten Kopfschmuck nach indianischer Manier, andere Köpfe scheinen aus Blumen herauszuwachsen. Fachleute haben im Dekor neben traditionell mit Christus verbundenen Symbolfrüchten wie Weintrauben und Granatäpfel verschiedene einheimische Blumen, Pflanzen und Früchte identifiziert, darunter Cuitlacoches (eine Art Pilz, der auf Mais wächst und in Mexiko als Delikatesse gilt), und außerdem Guaven, Sapoten, Tejocoten (Crataegus mexicana), capulines (Prunus virginiana), nanches (Byrsonima crassifolia), Kürbisse und Kakaofrüchte.
An wichtigen Eckpunkten sieht man Evangelisten und Kirchenväter, umgeben von musizierenden Figuren (Engel?), und von geflügelten Köpfen von Cherubim und Seraphim. Die zentralen Themen der Dekoration von Kuppel und Transept sind die Aufnahme der Jungfrau Maria in den Himmel und die Heilige Dreifaltigkeit (laut Antonio Rubial García). Die Taube des Heiligen Geistes schwebt in der Mitte der Kuppel.
Die auffällige Mischung von christlich-europäischen Vorstellungen mit mexikanisch-volkstümlichen Elementen in der Kirche von Tonantzintla hat die Fantasie verschiedener Spezialisten für koloniale Kunst zu diversen Thesen angeregt. Mitte des 20. Jahrhunderts brachte Francisco de la Maza die reiche Figurenwelt im Stuckdekor der Kirche mit dem sogenannten Tlalocan in Verbindung, einem vom Regen- und Wassergott Tlaloc beherrschten paradiesischen Ort in der Vorstellungswelt des alten Mexico, wo die Seelen einiger Auserwählter leben. Auch 2016 wies Julio Glockner auf ein anscheinend synkretistisches Nebeneinander von christlichen und alt-mexikanischen Symbolwelten hin, die sich auf die religiöse Ideenwelt der indigenen Völker vor der spanischen Kolonisation Mexikos zurückführen lassen.
Im Atrium der Kirche kann man Heiligenbilder mit natürlichem Haar sehen. Dies geht auf einen volkstümlichen Brauch zurück, wonach sich Mädchen, deren Bitten von den Heiligen erfüllt wurden, das Haar abschnitten und zum Dank opferten.

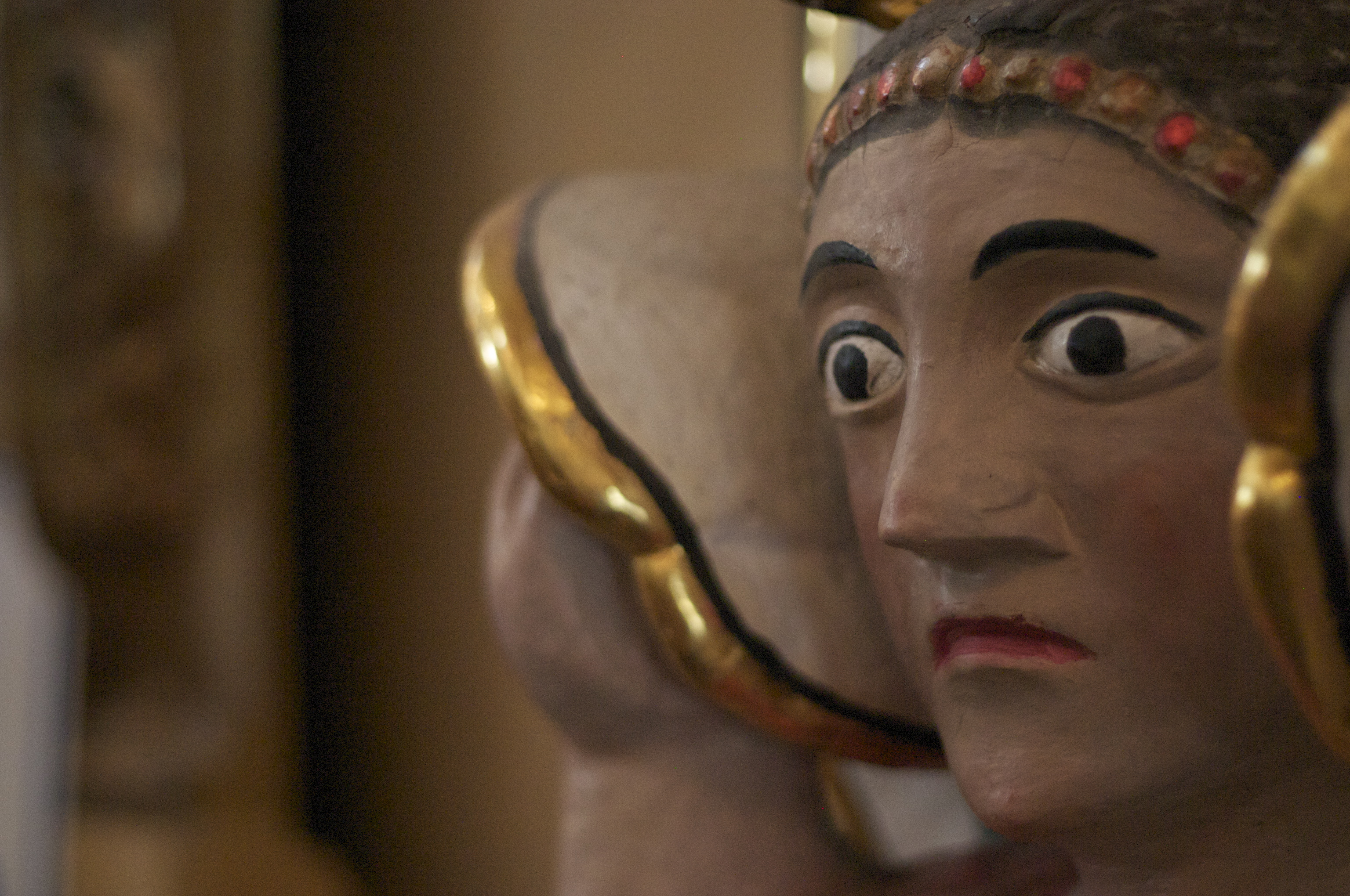
Gesicht mit indianischen Zügen in Santa Maria Tonantzintla
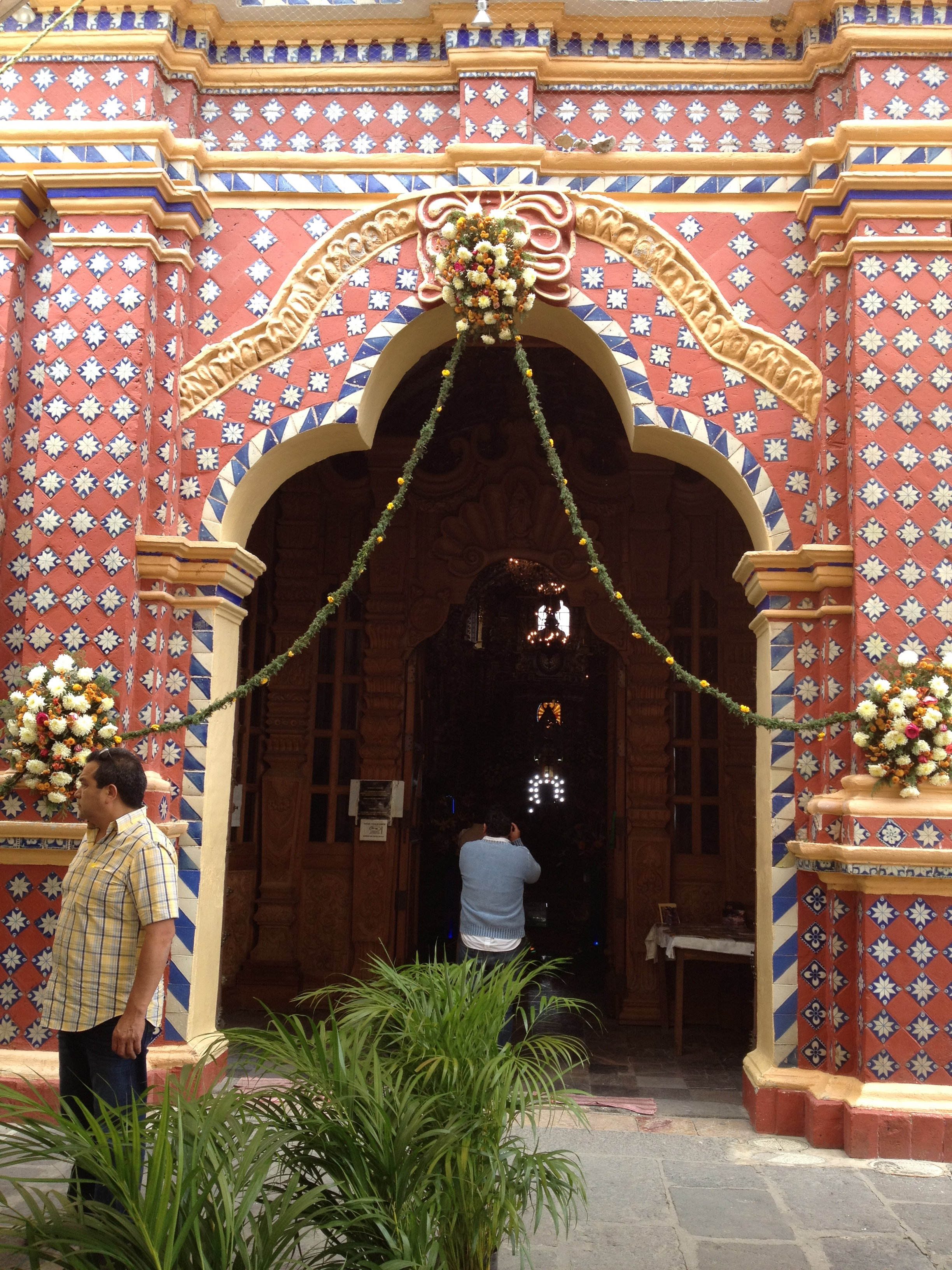
Portal
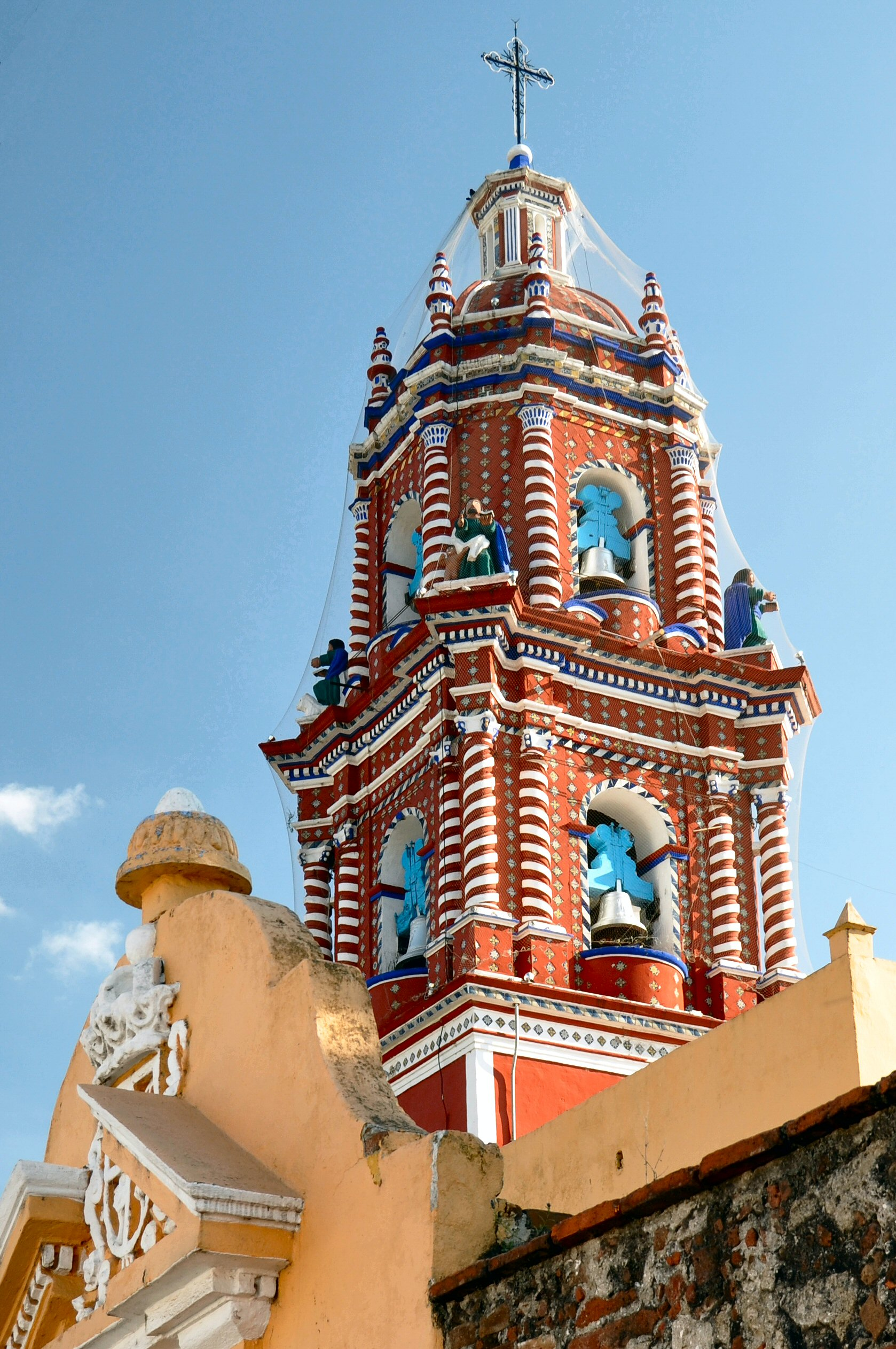
Turm